# Ginestet
Ginestet är en kommun i departementet Dordogne i regionen Nouvelle-Aquitaine i sydvästra Frankrike. Kommunen ligger i kantonen La Force som tillhör arrondissementet Bergerac. År 2022 hade Ginestet 758 invånare.

## Befolkningsutveckling
Antalet invånare i kommunen Ginestet
Referens:INSEE